# Чапаєв (гра)
«Чапаєв», або «чапаєвці» — радянська настільна гра, що дістала назву від прізвища героя громадянської війни в Росії (1917–1921) Василя Івановича Чапаєва. 
Ця гра споріднена з більярдом і особливо близька до таких ігор, як карром, шаффлборд, крокінол, пішнот, охаджікі. Для гри потрібні шашки та шахівниця. Завдяки простоті й наочності в «чапаєвців» можуть грати навіть маленькі діти.

## Правила
На початку змагання гравці розставляють на шахівниці шашки протилежних кольорів (по 8 штук) у крайніх рядах навпроти один одного, після чого по черзі намагаються щиглем вибити чужі шашки, при цьому залишаючи свої в грі. Якщо гравець втрачає свою шашку або не вибиває чужу, то хід переходить до супротивника. Гравець, який вибив усі чужі шашки, пересуває свої на одну лінію вперед. 
Гра триває кілька раундів (від семи й вище). Після шостого раунду ряди шашок стають впритул один навпроти одного. Той, хто програв після шостого раунду, повинен відступити на одну лінію назад. Деякі раунди можуть закінчуватися внічию (після останнього удару на дошці немає жодної шашки), у цьому разі шашки залишаються на своїх місцях. Перемагає той, хто виб'є ворожі шашки з останньої лінії. 
Це найпростіший і найбільш поширений варіант гри. 
За відсутності шашок гравці можуть використовувати пішаки з набору шахових фігур. 

### Деякі варіації правил
Зважаючи на відсутність чітких регламентованих офіційних правил, можливі різні варіації, що ускладнюють "класичні" правила. 
- Якщо гравці стоять на 7-й і 8-й горизонталях і той, що на восьмій, програє цей раунд, то він починає наступний іншим родом військ. Противник при цьому починає гру знову з 1-ї лінії. Програє всю гру той, хто втрачає всі «роди військ» («піхоту», «танки», в тому числі «важкі», «артилерію», «мотоциклістів», «кінноту», «матросів»).
- Або навпаки — гравець, що переміг супротивника одним «родом військ», переходить до наступного. Виграє той, хто першим застосує всі «роди військ».
- Суперники стріляють строго по черзі. При цьому важливо не стільки утримувати на дошці свої, скільки вибивати чужі шашки.
- Під час гри дошку або дозволено, або не дозволено повертати («земля крутиться» або «Земля не крутиться»). Другий варіант складніший, оскільки гравці вимушені робити ходи в незручному для удару положенні.
- Після того, як один з гравців втрачає на останній лінії всі шашки, гра не закінчується, а замість цього одна з шашок потрапляє «у полон», і гра триває, поки не дійдуть до останньої шашки. Це і є «Чапаєв».

## Гра «Чапаєв» у культурі
В одній зі сцен фільму Марка Захарова «Формула кохання» слуги графа Каліостро — Жакоб (Олександр Абдулов) і Маргадон (Семен Фарада) грають у «Чапаєва», подібно до шахістів записуючи ходи (зрозуміло, що в «Чапаєві» це абсолютно не має сенсу). 
У 13-му випуску «Ну, постривай!» Вовк грає в чапаєвців, використовуючи шахові фігури замість шашок. 
Гра широко відома різним поколінням людей, «народженим в СРСР», і є свого роду культурним феноменом: протягом багатьох років пам'ять про смутні часи громадянської війни в Росії (1917–1921) зберігається у вигляді цієї достатньо незвичайної гри. 